# Jordan Dickerson
Jordan Dickerson (Brooklyn, New York, 8 de agosto de 1994) es un baloncestista estadounidense que pertenece a la plantilla de los Koroivos B.C. de la A1 Ethniki. Con 2,16 metros de estatura, juega en la posición de pívot.

## Trayectoria deportiva
Es un jugador formado a caballo entre SMU Mustangs y Penn State Nittany Lions y tras no ser elegido en el Draft de la NBA de 2016, debutó como profesional en la liga de Kosovo, en las filas del Bashkimi Prizren y terminando la temporada 2016-17 en las filas del Promitheas Patras B.C. de la A1 Ethniki.
En verano de 2017 fichó por el Koroivos B.C. de la A1 Ethniki.